# Bluesology
Bluesology fue un grupo de blues británico, activo en la década de 1960. El grupo es recordado por ser la primera banda profesional de Elton John (en ese entonces conocido por su nombre de nacimiento Reginald Dwight).
Desde aproximadamente 1960, el organista Reginald Dwight, en ese entonces de 13 años, y su vecino, el cantante y guitarrista Stewart "Stu" Brown, actuaron con un grupo local, los Corvettes, en Pinner, Middlesex, un suburbio de Londres. 
Luego de que este grupo se disolviera, la pareja formó un nuevo grupo: Bluesology, con Rex Bishop (bajo) y Mick Inkpen (batería). Según Dwight, el nombre de la banda era un homenaje al álbum Djangology de Django Reinhardt. También hubo una pieza de 1956 llamada "Bluesology" de John Lewis del Modern Jazz Quartet. En 1962 habían comenzado a tocar en pubs locales y, en 1963, ganaron un espacio semanal regular en el Establishment Club de Londres, tocando canciones de Muddy Waters, Jimmy Witherspoon y Memphis Slim, entre otros.
En 1965, se profesionalizaron y firmaron un contrato con una agencia que comenzó a contratarlos como una banda que acompañaba a artistas estadounidenses que visitaban en país, como The Isley Brothers, Doris Troy, Billy Stewart y Patti LaBelle.
Después de grabar un demo, firmaron con Fontana Records. En su audición, el sello prefirió la voz como cantante de Dwight, en lugar de la del cantante original de la banda, Brown, y por lo tanto Dwight cantó en su primer sencillo. El sencillo, escrito por Dwight, fue «Come Back Baby», publicado en julio de 1965. En noviembre de 1965, lanzaron un segundo sencillo, «Mr. Frantic», nuevamente escrito y cantado por Dwight, y nuevamente sin éxito. Después de una gira por Alemania, la banda regresó a Inglaterra para trabajar como banda de acompañamiento de Major Lance con una formación ampliada de Dwight, Brown, Pat Higgs (trompeta), Dave Murphy (saxofón), Fred Gandy (bajo) y Paul Gale (batería).
En septiembre de 1966, el vocalista Long John Baldry invitó a la banda a convertirse en su banda habitual. Sólo Dwight y Brown estuvieron de acuerdo, formando así con Baldry una nueva versión de Bluesology, junto a Fred Gandy (bajo), Pete Gavin (batería), Neil Hubbard (guitarra), Elton Dean (saxofón), Marc Charig (corneta y fliscorno), y Alan Walker (voz) y, por un breve período, la cantante Marsha Hunt. Como Stu Brown y Bluesology, grabaron el sencillo "Since I Found You Baby" para Polydor Records, producido por Kenny Lynch.  El 11 de diciembre de 1966, hubo una sesión de grabación en los estudios Abbey Road con Little Richard ; Se grabaron cuatro canciones y se lanzaron dos en el Reino Unido.A medida que la música de Baldry se acercaba más al mercado del cabaret, Dwight se desencantó de la banda, y simultáneamente comenzó a desarrollar habilidades de composición en colaboración con Bernie Taupin mientras trabajaba como músico de sesión. Dwight, Brown y Dean abandonaron Bluesology a finales de 1967, siendo el reemplazo de Brown Caleb Quaye, solo para que la banda se separara al año siguiente.

## Luego de la separación

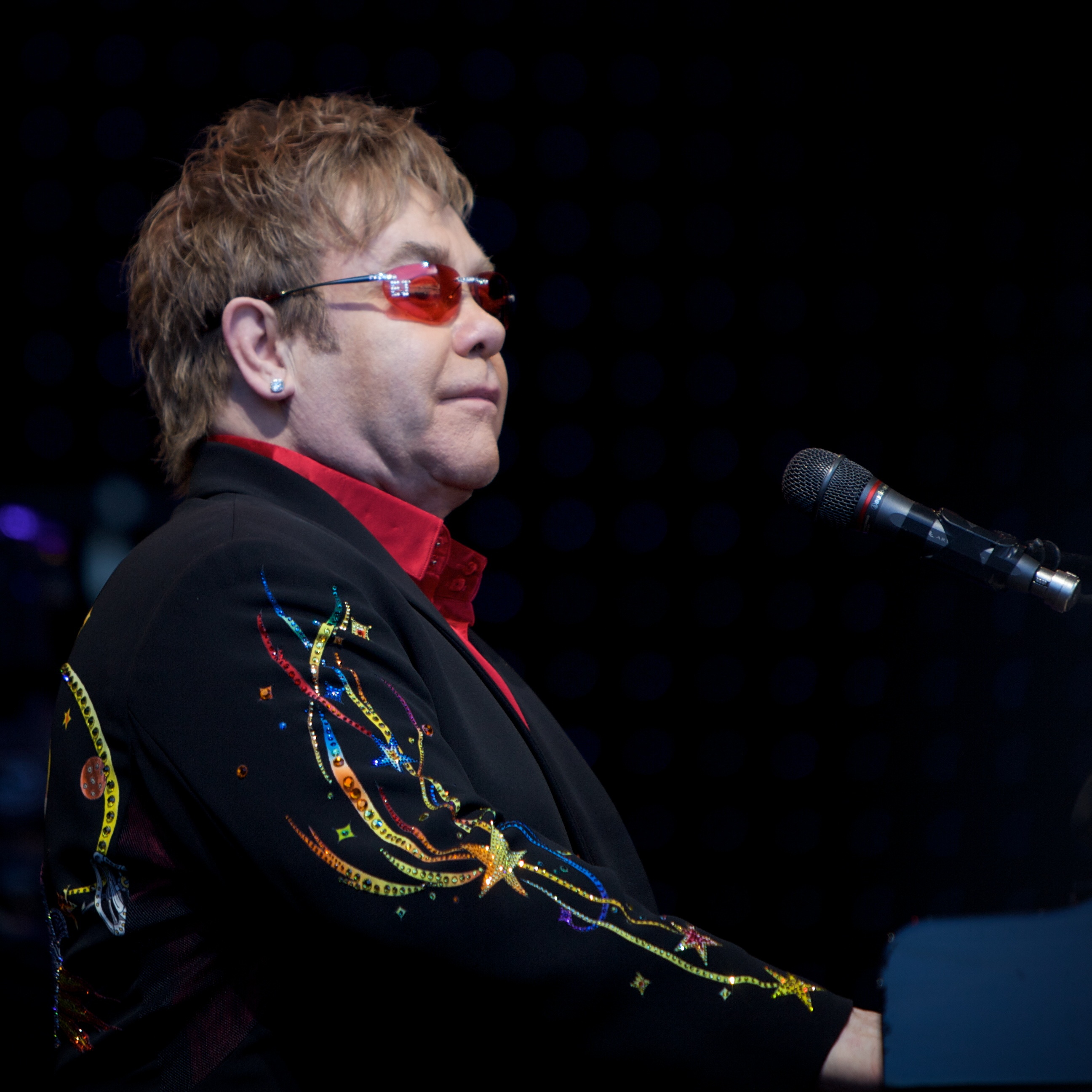
Elton John, anteriormente conocido como Reginald Dwight, presentándose en 2009.

Dwight usó los nombres de sus compañeros de banda Elton Dean y John Baldry para crear su nuevo nombre artístico en solitario, Elton John. Brown pasó a formar la banda de country rock Cochise, tocando y cantando en sus dos primeros álbumes, Cochise y Swallow Tales, en 1970-1971, antes de mudarse al Mediterráneo. Dean, Hubbard y Charig tuvieron largas carreras como músicos de jazz y de sesión. Gavin se convirtió en miembro de Heads Hands & Feet y más tarde de Vinegar Joe, y Gandy se unió a la banda Hookfoot de Caleb Quaye.
Dos canciones de Bluesology aparecieron en el álbum recopilatorio, Rare Tracks, que fue publicado por Polydor en 1975.